# Landon Gimenez
Landon Gimenez (* 5. November 2003 in Houston, Texas) ist ein US-amerikanischer Kinderdarsteller.

## Leben
Gimenez wurde im texanischen Houston geboren. Er verbrachte die ersten drei Jahre seines Lebens oft im Krankenhaus, da er an einer Genmutation leidet. Im Alter von fünf Jahren konnte er seine gesundheitlichen Einschränkungen überwinden. Seine Eltern betreiben ein Tanz- und Gymnastikstudio und er begann mit dem Gerätturnen; er belegte in der Sportart bei einem landesweiten Wettbewerb den fünften Platz unter 200 Teilnehmern. Über seine Eltern und das Schultheater kam er zum Tanzen und hatte in der Schule schließlich ersten Kontakt mit der Schauspielerei.
Im Alter von zehn Jahren begann er seine Karriere vor der Kamera. Seinen Durchbruch hatte er mit der Rolle des Jacob Langston in 21 Folgen der zwei Staffeln umfassenden Mystery-Fernsehserie Resurrection - Die unheimliche Wiederkehr aus dem Jahr 2013, an der Seite von Omar Epps, Frances Fisher, Kurtwood Smith, Matt Craven, Devin Kelley, Mark Hildreth und Samaire Armstrong. Seine Schwester Aubrey war ebenfalls in der Serie zu sehen.
Er war auch in mehreren Kurzfilmen zu sehen, so als Alex in Housekeeping, als Sam in Quest und als Larry Coburn in Penguin Flu. In dem Animationsfilm Ein verschneiter Tag, nach dem preisgekrönten Roman von Ezra Jack Keats, lieh er der Figur George im Jahr 2016 seine Stimme.
Nach dem Ende von Resurrection spielte Gimenez 2017 an der Seite von Brian Austin Green in dem mehrfach ausgezeichneten Film Chasing Titles Vol. 1 Greens Filmsohn Caleb Holmes.
Ab 2018 folgten Gast- und Nebenrollen in Fernsehserien wie The Mick als Saputo, in Criminal Minds als Jacob Wallace und in der Sitcom Fresh Off the Boat als Arthur. Zuletzt war er 2022 in zwei Folgen von Some Dramaful Lives zu sehen und spielte 2023 Tommy in der Komödie Ralph’s Perfekt Christmas an der Seite von Tom McLaren.
Im deutschen Sprachraum wird Gimenez unter anderem von David Kunze und Max Rinke synchronisiert.

## Auszeichnungen
Für die Darstellung des 12-jährigen Caleb Holmes in Chasing Titles Vol. 1 wurde Gimenez 2017 auf Milano Film Festival (MFF) in Mailand in der Kategorie „Bester Nebendarsteller in einem Kurzfilm“ für einen Festival Award nominiert.
Im selben Jahr gewann er den July Award des Top Shorts Film Festival in der Kategorie „Bester junger Schauspieler“ und den LAFA August Award als „Bester Schauspieler“ bei den Los Angeles Film Awards (LAFA), die regelmäßig von der Los Angeles Film Critics Association ausgerichtet werden.

## Filmografie (Auswahl)
- 2013–2015: Resurrection – Die unheimliche Wiederkehr (Fernsehserie)
- 2014: Housekeeping (Kurzfilm)
- 2016: Quest (Kurzfilm)
- 2016: Penguin Flu (Kurzfilm)
- 2016: Der verschneite Tag (Fernsehkurzfilm; Synchronisation)
- 2017: Chasing Titles Vol. 1 (Kurzfilm)
- 2018: The Mick (Fernsehserie)
- 2018: Criminal Minds (Fernsehserie)
- 2020: Fresh Off the Boat (Fernsehserie)
- 2022: Some Dramaful Lives (Fernsehserie)
- 2023: Ralph’s Perfekt Christmas (Post-Produktion)